# Déagol
Déagol je izmišljeni lik u djelima J. R. R. Tolkiena. Njegova povijest se spominje u Prstenovoj družini, prvom od triju tomova Tolkienova najpozatijeg djela, Gospodar prstenova, u poglavlju "Sjena prošlosti".

## Životopis
Déagol je hobit iz Šturova plemena koje je živjelo u maloj zajednici povezanoj rodbinskim vezama nalik klanu. Imao je rođaka imenom Sméagol, čija je prabaka bila matrijarh zajednice.
Godine 2463. trećeg doba, Déagol je, nakon Saurona i Isildura, postao treći nositelj Jedinstvenog Prstena. Prsten koji je bio izgubljen tisućama godina pronašao je dok je pecao sa Sméagolom na rijeci Gladden.
Trenutno zaveden ljepotom Prstena, Sméagol ga je htio za svoj "rođendanski-dar". Pošto ga je Déagol odbio, Sméagol ga je zadavio i skrio njegovo tijelo koje nikad nije pronađeno. Usprkos tome, ubojica nadimkom Gollum je iz svog doma protjeran u Magleno gorje.

## Ime
Ime "Déagol" dolazi iz straonegleskog dēagol (češće pisanog dīegol), značenja "tajanstven". U Tolkienovoj Crvenoj knjizi Zapadne marke, ime "Déagol" je prijevod "izvornog" imena na izmišljenom zajedničkom jeziku Međuzemlja, "Nahald", istog značenja.

## Prilagodbe
Déagol se pojavljuje u uvodu animiranog filma Gospodar prstenova (1978).
U igranom filmu Gospodaru prstenova Petera Jacksona, Déagola igra novozelandski glumac Thomas Robins. Prizori u kojima se pojavljuje s Andyjem Serkisom (Sméagol/Gollum) prvotno su planirane za Gospodar prstenova: Dvije kule, ali su premještene u Gospodar prstenova: Povratak kralja.

## Vanjske poveznice
- Thomas Robins, IMDb(engl.)
- Déagol, TolkienGateway(engl.)